# Tour de Colombie 2018
Le Tour de Colombie 2018 a lieu du 5 au 19 août 2018. La Vuelta a Colombia 2018 "Ministerio de Transporte Seguridad Vial" (nom officiel) n'est pas inscrite au calendrier de l'UCI America Tour 2018.
La 68e édition de cette épreuve est remportée par l'Équatorien Jonathan Caicedo.

## Présentation

### Équipes participantes
Vingt et une équipes prennent part à la compétition.
| Dossards | Équipe                                                                     |
| -------- | -------------------------------------------------------------------------- |
| 1-9      | Bicicletas Strongman - Colombia Coldeportes                                |
| 11-19    | Coldeportes - Zenú - Sello Rojo                                            |
| 21-29    | Aguardiente Antioqueño - Indeportes Antioquia - IDEA - Lotería de Medellín |
| 31-38    | Deprisa - HyF Ropa Deportiva - 4WD Rent a Car                              |
| 41-49    | EPM - Scott                                                                |
| 51-59    | Team Medellín                                                              |
| 61-69    | GW Shimano - Chaoyang - Envía - PX                                         |
| 71-78    | Team Super Giros                                                           |
| 81-88    | EBSA Empresa de Energía de Boyacá                                          |
| 91-99    | Boyacá es Para Vivirla                                                     |
| 101-108  | Tolima es Pasión                                                           |

| Dossards | Équipe                                          |
| -------- | ----------------------------------------------- |
| 111-119  | Sogamoso Incluyente - Mundial de Tornillos      |
| 121-129  | Manzana Postobón                                |
| 131-139  | Fuerzas Armadas                                 |
| 141-149  | Team Illuminate                                 |
| 151-159  | Fundación Depormundo - Smartex - Aroma y Tanga  |
| 161-168  | Aguardiente Néctar - IMRD Chía - 4WD Rent a Car |
| 171-177  | Banco AV Villas                                 |
| 181-188  | Soacha Juntos Formando Ciudad                   |
| 191-199  | BetPlay                                         |
| 201-208  | Sundark Arawak                                  |

## Les étapes
| Étape     | Date    | Villes étapes                   | type                        | Distance (km) | Vainqueur d'étape         | Leader du classement général |
| --------- | ------- | ------------------------------- | --------------------------- | ------------- | ------------------------- | ---------------------------- |
| Prologue  | 5 août  | Pereira – Pereira               | contre-la-montre individuel | 8,2           | Rodrigo Contreras         | Rodrigo Contreras            |
| 1re étape | 6 août  | Pereira – Palmira               | étape de plaine             | 190,7         | Sebastián Molano          | Rodrigo Contreras            |
| 2e étape  | 7 août  | Palmira – Armenia               | étape de moyenne montagne   | 162,7         | Diego Ochoa               | Rodrigo Contreras            |
| 3e étape  | 8 août  | Armenia – Manizales             | étape de montagne           | 187,8         | Sergio Higuita            | Juan Pablo Suárez            |
| 4e étape  | 9 août  | Manizales – Ibagué              | étape de montagne           | 174,9         | Walter Pedraza            | Jonathan Caicedo             |
| 5e étape  | 10 août | Ibagué – Fusagasugá             | étape de moyenne montagne   | 134,6         | Juan Pablo Suárez         | Jonathan Caicedo             |
| 6e étape  | 11 août | Tocancipá – Sogamoso            | étape vallonnée             | 174,5         | Carlos Julián Quintero    | Jonathan Caicedo             |
| 7e étape  | 12 août | Paipa – Tunja                   | contre-la-montre individuel | 41,5          | Rodrigo Contreras         | Jonathan Caicedo             |
|           | 13 août | Journée de repos                | Journée de repos            |               |                           |                              |
| 8e étape  | 14 août | Tunja – Barichara               | étape vallonnée             | 207,9         | Frank Osorio              | Jonathan Caicedo             |
| 9e étape  | 15 août | San Gil – Bucaramanga           | étape de montagne           | 147,2         | Freddy Montaña            | Jonathan Caicedo             |
| 10e étape | 16 août | Bucaramanga – Barrancabermeja   | étape de plaine             | 125           | Sebastián Molano          | Jonathan Caicedo             |
| 11e étape | 17 août | Barrancabermeja – Puerto Boyacá | étape de plaine             | 221,3         | José Serpa                | Jonathan Caicedo             |
| 12e étape | 18 août | Puerto Boyacá – La Unión        | étape de montagne           | 201           | Salvador Moreno Hernández | Jonathan Caicedo             |
| 13e étape | 19 août | Medellín – Medellín             | étape vallonnée             | 100           | Sebastián Molano          | Jonathan Caicedo             |

## Récit de la course

### Prologue
Classement du prologue
|       | Coureur             | Pays     | Équipe                                                                     |    | Temps       |
| ----- | ------------------- | -------- | -------------------------------------------------------------------------- | -- | ----------- |
| 1     | Rodrigo Contreras   | Colombie | EPM - Scott                                                                | en | 10 min 54 s |
| 2     | Juan Pablo Suárez   | Colombie | EPM - Scott                                                                | à  | 13 s        |
| 3     | José Tito Hernández | Colombie | Aguardiente Antioqueño - Indeportes Antioquia - IDEA - Lotería de Medellín | à  | 14 s        |
| 4     | Óscar Sevilla       | Espagne  | Team Medellín                                                              | à  | 16 s        |
| ...8  | Alex Cano           | Colombie | Coldeportes - Zenú - Sello Rojo                                            | à  | 31 s        |
| ...10 | Sergio Higuita      | Colombie | Manzana Postobón                                                           | à  | 33 s        |
| 11    | Jonathan Caicedo    | Équateur | Team Medellín                                                              | à  | 38 s        |

### 1reétape
|       | Coureur          | Pays     | Équipe                             |    | Temps          |
| ----- | ---------------- | -------- | ---------------------------------- | -- | -------------- |
| 1     | Sebastián Molano | Colombie | Manzana Postobón                   | en | 4 h 7 min 42 s |
| 2     | Carlos Chía      | Colombie | AV Villas                          |    | m.t.           |
| 3     | Cristhian Talero | Colombie | GW Shimano - Chaoyang - Envía - PX |    | m.t.           |
| ...29 | Óscar Sevilla    | Espagne  | Team Medellín                      |    | m.t.           |

|       | Coureur             | Pays     | Équipe                                                                     |    | Temps           |
| ----- | ------------------- | -------- | -------------------------------------------------------------------------- | -- | --------------- |
| 1     | Rodrigo Contreras   | Colombie | EPM - Scott                                                                | en | 4 h 18 min 36 s |
| 2     | Juan Pablo Suárez   | Colombie | EPM - Scott                                                                | à  | 13 s            |
| 3     | José Tito Hernández | Colombie | Aguardiente Antioqueño - Indeportes Antioquia - IDEA - Lotería de Medellín | à  | 14 s            |
| 4     | Óscar Sevilla       | Espagne  | Team Medellín                                                              | à  | 16 s            |
| ...8  | Alex Cano           | Colombie | Coldeportes - Zenú - Sello Rojo                                            | à  | 31 s            |
| ...10 | Sergio Higuita      | Colombie | Manzana Postobón                                                           | à  | 33 s            |
| 11    | Jonathan Caicedo    | Équateur | Team Medellín                                                              | à  | 38 s            |

### 2eétape
|   | Coureur           | Pays     | Équipe                          |    | Temps           |
| - | ----------------- | -------- | ------------------------------- | -- | --------------- |
| 1 | Diego Ochoa       | Colombie | EPM - Scott                     | en | 3 h 33 min 51 s |
| 2 | Juan Pablo Suárez | Colombie | EPM - Scott                     |    | m.t.            |
| 3 | Johan Colón       | Colombie | Coldeportes - Zenú - Sello Rojo |    | m.t.            |

|      | Coureur             | Pays     | Équipe                                                                     |    | Temps           |
| ---- | ------------------- | -------- | -------------------------------------------------------------------------- | -- | --------------- |
| 1    | Rodrigo Contreras   | Colombie | EPM - Scott                                                                | en | 7 h 52 min 27 s |
| 2    | Juan Pablo Suárez   | Colombie | EPM - Scott                                                                | à  | 7 s             |
| 3    | José Tito Hernández | Colombie | Aguardiente Antioqueño - Indeportes Antioquia - IDEA - Lotería de Medellín | à  | 14 s            |
| 4    | Óscar Sevilla       | Espagne  | Team Medellín                                                              | à  | 16 s            |
| ...8 | Alex Cano           | Colombie | Coldeportes - Zenú - Sello Rojo                                            | à  | 31 s            |
| 9    | Sergio Higuita      | Colombie | Manzana Postobón                                                           | à  | 33 s            |
| 10   | Jonathan Caicedo    | Équateur | Team Medellín                                                              | à  | 38 s            |

### 3eétape
|   | Coureur           | Pays     | Équipe                          |    | Temps           |
| - | ----------------- | -------- | ------------------------------- | -- | --------------- |
| 1 | Sergio Higuita    | Colombie | Manzana Postobón                | en | 4 h 35 min 58 s |
| 2 | Juan Pablo Suárez | Colombie | EPM - Scott                     | à  | 2 s             |
| 3 | Jonathan Caicedo  | Équateur | Team Medellín                   | à  | 5 s             |
| 4 | Alex Cano         | Colombie | Coldeportes - Zenú - Sello Rojo | à  | 9 s             |
| 5 | Óscar Sevilla     | Espagne  | Team Medellín                   | à  | 12 s            |

|   | Coureur           | Pays     | Équipe                          |    | Temps            |
| - | ----------------- | -------- | ------------------------------- | -- | ---------------- |
| 1 | Juan Pablo Suárez | Colombie | EPM - Scott                     | en | 12 h 28 min 28 s |
| 2 | Rodrigo Contreras | Colombie | EPM - Scott                     | à  | 15 s             |
| 3 | Sergio Higuita    | Colombie | Manzana Postobón                | à  | 20 s             |
| 4 | Óscar Sevilla     | Espagne  | Team Medellín                   | à  | 25 s             |
| 5 | Jonathan Caicedo  | Équateur | Team Medellín                   | à  | 36 s             |
| 6 | Alex Cano         | Colombie | Coldeportes - Zenú - Sello Rojo | à  | 37 s             |

### 4eétape
|   | Coureur          | Pays     | Équipe                             |    | Temps           |
| - | ---------------- | -------- | ---------------------------------- | -- | --------------- |
| 1 | Walter Pedraza   | Colombie | GW Shimano - Chaoyang - Envía - PX | en | 4 h 43 min 17 s |
| 2 | Juan Diego Alba  | Colombie | Coldeportes - Zenú - Sello Rojo    | à  | 3 s             |
| 3 | Jonathan Caicedo | Équateur | Team Medellín                      | à  | 5 s             |
| 4 | Óscar Sevilla    | Espagne  | Team Medellín                      | à  | 1 min 16 s      |

|      | Coureur           | Pays     | Équipe                          |    | Temps            |
| ---- | ----------------- | -------- | ------------------------------- | -- | ---------------- |
| 1    | Jonathan Caicedo  | Équateur | Team Medellín                   | en | 17 h 12 min 19 s |
| 2    | Juan Pablo Suárez | Colombie | EPM - Scott                     | à  | 42 s             |
| 3    | Rodrigo Contreras | Colombie | EPM - Scott                     | à  | 57 s             |
| 4    | Sergio Higuita    | Colombie | Manzana Postobón                | à  | 1 min 2 s        |
| ...7 | Óscar Sevilla     | Espagne  | Team Medellín                   | à  | 1 min 7 s        |
| 8    | Alex Cano         | Colombie | Coldeportes - Zenú - Sello Rojo | à  | 1 min 19 s       |

### 5eétape
|   | Coureur           | Pays     | Équipe                                      |    | Temps           |
| - | ----------------- | -------- | ------------------------------------------- | -- | --------------- |
| 1 | Juan Pablo Suárez | Colombie | EPM - Scott                                 | en | 3 h 14 min 34 s |
| 2 | Óscar Sevilla     | Espagne  | Team Medellín                               | à  | 2 s             |
| 3 | Brayan Hernández  | Colombie | Bicicletas Strongman - Colombia Coldeportes |    | m.t.            |
| 4 | Sergio Higuita    | Colombie | Manzana Postobón                            |    | m.t.            |
| 5 | Alex Cano         | Colombie | Coldeportes - Zenú - Sello Rojo             | à  | 7 s             |
| 6 | Jonathan Caicedo  | Équateur | Team Medellín                               |    | m.t.            |

|      | Coureur           | Pays     | Équipe                          |    | Temps           |
| ---- | ----------------- | -------- | ------------------------------- | -- | --------------- |
| 1    | Jonathan Caicedo  | Équateur | Team Medellín                   | en | 20 h 27 min 0 s |
| 2    | Juan Pablo Suárez | Colombie | EPM - Scott                     | à  | 25 s            |
| 3    | Óscar Sevilla     | Espagne  | Team Medellín                   | à  | 56 s            |
| 4    | Sergio Higuita    | Colombie | Manzana Postobón                | à  | 57 s            |
| ...6 | Alex Cano         | Colombie | Coldeportes - Zenú - Sello Rojo | à  | 1 min 19 s      |

### 6eétape
|       | Coureur                | Pays     | Équipe                                                                     |    | Temps          |
| ----- | ---------------------- | -------- | -------------------------------------------------------------------------- | -- | -------------- |
| 1     | Carlos Julián Quintero | Colombie | Aguardiente Antioqueño - Indeportes Antioquia - IDEA - Lotería de Medellín | en | 4 h 6 min 59 s |
| 2     | Diego Ochoa            | Colombie | EPM - Scott                                                                |    | m.t.           |
| 3     | Wilson Marentes        | Colombie | EBSA Empresa de Energía de Boyacá                                          |    | m.t.           |
| ...13 | Jonathan Caicedo       | Équateur | Team Medellín                                                              | à  | 7 s            |

|      | Coureur           | Pays     | Équipe                          |    | Temps           |
| ---- | ----------------- | -------- | ------------------------------- | -- | --------------- |
| 1    | Jonathan Caicedo  | Équateur | Team Medellín                   | en | 24 h 34 min 6 s |
| 2    | Juan Pablo Suárez | Colombie | EPM - Scott                     | à  | 25 s            |
| 3    | Óscar Sevilla     | Espagne  | Team Medellín                   | à  | 56 s            |
| 4    | Sergio Higuita    | Colombie | Manzana Postobón                | à  | 57 s            |
| ...6 | Alex Cano         | Colombie | Coldeportes - Zenú - Sello Rojo | à  | 1 min 19 s      |

### 7eétape
|      | Coureur           | Pays     | Équipe                          |    | Temps       |
| ---- | ----------------- | -------- | ------------------------------- | -- | ----------- |
| 1    | Rodrigo Contreras | Colombie | EPM - Scott                     | en | 54 min 42 s |
| 2    | Fabio Duarte      | Colombie | Manzana Postobón                | à  | 15 s        |
| 3    | Jonathan Caicedo  | Équateur | Team Medellín                   | à  | 18 s        |
| 4    | Óscar Sevilla     | Espagne  | Team Medellín                   | à  | 28 s        |
| 5    | Juan Pablo Suárez | Colombie | EPM - Scott                     | à  | 51 s        |
| ...7 | Alex Cano         | Colombie | Coldeportes - Zenú - Sello Rojo | à  | 1 min 30 s  |
| ...9 | Sergio Higuita    | Colombie | Manzana Postobón                | à  | 2 min 15 s  |

|      | Coureur           | Pays     | Équipe                          |    | Temps           |
| ---- | ----------------- | -------- | ------------------------------- | -- | --------------- |
| 1    | Jonathan Caicedo  | Équateur | Team Medellín                   | en | 25 h 29 min 6 s |
| 2    | Juan Pablo Suárez | Colombie | EPM - Scott                     | à  | 58 s            |
| 3    | Óscar Sevilla     | Espagne  | Team Medellín                   | à  | 1 min 6 s       |
| ...6 | Alex Cano         | Colombie | Coldeportes - Zenú - Sello Rojo | à  | 2 min 31 s      |
| 7    | Sergio Higuita    | Colombie | Manzana Postobón                | à  | 2 min 54 s      |

### 8eétape
|      | Coureur           | Pays     | Équipe                                      |    | Temps           |
| ---- | ----------------- | -------- | ------------------------------------------- | -- | --------------- |
| 1    | Frank Osorio      | Colombie | Bicicletas Strongman - Colombia Coldeportes | en | 4 h 40 min 27 s |
| 2    | Diego Ochoa       | Colombie | EPM - Scott                                 | à  | 3 s             |
| 3    | Robinson Chalapud | Colombie | Team Medellín                               | à  | 10 s            |
| ...6 | Juan Pablo Suárez | Colombie | EPM - Scott                                 | à  | 2 min 25 s      |

|      | Coureur           | Pays     | Équipe                          |    | Temps            |
| ---- | ----------------- | -------- | ------------------------------- | -- | ---------------- |
| 1    | Jonathan Caicedo  | Équateur | Team Medellín                   | en | 30 h 11 min 58 s |
| 2    | Juan Pablo Suárez | Colombie | EPM - Scott                     | à  | 58 s             |
| 3    | Óscar Sevilla     | Espagne  | Team Medellín                   | à  | 1 min 6 s        |
| ...5 | Alex Cano         | Colombie | Coldeportes - Zenú - Sello Rojo | à  | 2 min 31 s       |
| 6    | Sergio Higuita    | Colombie | Manzana Postobón                | à  | 2 min 54 s       |

### 9eétape
|      | Coureur           | Pays     | Équipe                          |    | Temps           |
| ---- | ----------------- | -------- | ------------------------------- | -- | --------------- |
| 1    | Freddy Montaña    | Colombie | EPM - Scott                     | en | 4 h 19 min 58 s |
| 2    | Sebastián Caro    | Colombie | Deprisa - HyF - 4WD Rent a Car  | à  | 1 min 29 s      |
| 3    | Juan Pablo Suárez | Colombie | EPM - Scott                     | à  | 1 min 31 s      |
| 4    | Jonathan Caicedo  | Équateur | Team Medellín                   | à  | 1 min 34 s      |
| 5    | Sergio Higuita    | Colombie | Manzana Postobón                |    | m.t.            |
| 6    | Óscar Sevilla     | Espagne  | Team Medellín                   |    | m.t.            |
| ...8 | Alex Cano         | Colombie | Coldeportes - Zenú - Sello Rojo | à  | 1 min 40 s      |

|   | Coureur           | Pays     | Équipe                          |    | Temps            |
| - | ----------------- | -------- | ------------------------------- | -- | ---------------- |
| 1 | Jonathan Caicedo  | Équateur | Team Medellín                   | en | 34 h 33 min 30 s |
| 2 | Juan Pablo Suárez | Colombie | EPM - Scott                     | à  | 51 s             |
| 3 | Óscar Sevilla     | Espagne  | Team Medellín                   | à  | 1 min 6 s        |
| 4 | Alex Cano         | Colombie | Coldeportes - Zenú - Sello Rojo | à  | 2 min 37 s       |
| 5 | Sergio Higuita    | Colombie | Manzana Postobón                | à  | 2 min 54 s       |

### 10eétape
|      | Coureur           | Pays     | Équipe                             |    | Temps           |
| ---- | ----------------- | -------- | ---------------------------------- | -- | --------------- |
| 1    | Sebastián Molano  | Colombie | Manzana Postobón                   | en | 2 h 41 min 38 s |
| 2    | Johan Colón       | Colombie | Coldeportes - Zenú - Sello Rojo    |    | m.t.            |
| 3    | Cristhian Talero  | Colombie | GW Shimano - Chaoyang - Envía - PX |    | m.t.            |
| ...5 | Juan Pablo Suárez | Colombie | EPM - Scott                        |    | m.t.            |

|   | Coureur           | Pays     | Équipe                          |    | Temps           |
| - | ----------------- | -------- | ------------------------------- | -- | --------------- |
| 1 | Jonathan Caicedo  | Équateur | Team Medellín                   | en | 37 h 15 min 8 s |
| 2 | Juan Pablo Suárez | Colombie | EPM - Scott                     | à  | 50 s            |
| 3 | Óscar Sevilla     | Espagne  | Team Medellín                   | à  | 1 min 6 s       |
| 4 | Alex Cano         | Colombie | Coldeportes - Zenú - Sello Rojo | à  | 2 min 37 s      |
| 5 | Sergio Higuita    | Colombie | Manzana Postobón                | à  | 2 min 54 s      |

### 11eétape
|       | Coureur             | Pays     | Équipe                             |    | Temps          |
| ----- | ------------------- | -------- | ---------------------------------- | -- | -------------- |
| 1     | José Serpa          | Colombie | GW Shimano - Chaoyang - Envía - PX | en | 5 h 8 min 48 s |
| 2     | Aldemar Reyes       | Colombie | Manzana Postobón                   |    | m.t.           |
| 3     | Luis Felipe Laverde | Colombie | Coldeportes - Zenú - Sello Rojo    |    | m.t.           |
| ...12 | Óscar Sevilla       | Espagne  | Team Medellín                      | à  | 2 min 20 s     |

|   | Coureur           | Pays     | Équipe                          |    | Temps            |
| - | ----------------- | -------- | ------------------------------- | -- | ---------------- |
| 1 | Jonathan Caicedo  | Équateur | Team Medellín                   | en | 42 h 26 min 16 s |
| 2 | Juan Pablo Suárez | Colombie | EPM - Scott                     | à  | 50 s             |
| 3 | Óscar Sevilla     | Espagne  | Team Medellín                   | à  | 1 min 6 s        |
| 4 | Alex Cano         | Colombie | Coldeportes - Zenú - Sello Rojo | à  | 2 min 37 s       |
| 5 | Sergio Higuita    | Colombie | Manzana Postobón                | à  | 2 min 54 s       |

### 12eétape
|      | Coureur           | Pays     | Équipe                          |    | Temps           |
| ---- | ----------------- | -------- | ------------------------------- | -- | --------------- |
| 1    | Salvador Moreno   | Colombie | Team Super Giros                | en | 5 h 35 min 57 s |
| 2    | Juan Pablo Suárez | Colombie | EPM - Scott                     | à  | 29 s            |
| 3    | Óscar Sevilla     | Espagne  | Team Medellín                   |    | m.t.            |
| 4    | Alex Cano         | Colombie | Coldeportes - Zenú - Sello Rojo |    | m.t.            |
| 5    | Sergio Higuita    | Colombie | Manzana Postobón                | à  | 32 s            |
| ...7 | Jonathan Caicedo  | Équateur | Team Medellín                   |    | m.t.            |

|   | Coureur           | Pays     | Équipe                          |    | Temps           |
| - | ----------------- | -------- | ------------------------------- | -- | --------------- |
| 1 | Jonathan Caicedo  | Équateur | Team Medellín                   | en | 48 h 2 min 45 s |
| 2 | Juan Pablo Suárez | Colombie | EPM - Scott                     | à  | 41 s            |
| 3 | Óscar Sevilla     | Espagne  | Team Medellín                   | à  | 59 s            |
| 4 | Alex Cano         | Colombie | Coldeportes - Zenú - Sello Rojo | à  | 2 min 34 s      |
| 5 | Sergio Higuita    | Colombie | Manzana Postobón                | à  | 2 min 54 s      |

### 13eétape
Classement de l'étape
|      | Coureur           | Pays     | Équipe                             |    | Temps          |
| ---- | ----------------- | -------- | ---------------------------------- | -- | -------------- |
| 1    | Sebastián Molano  | Colombie | Manzana Postobón                   | en | 1 h 57 min 3 s |
| 2    | Cristhian Talero  | Colombie | GW Shimano - Chaoyang - Envía - PX |    | m.t.           |
| 3    | Steven Cuesta     | Colombie | Deprisa - HyF - 4WD Rent a Car     |    | m.t.           |
| ...6 | Juan Pablo Suárez | Colombie | EPM - Scott                        |    | m.t.           |

## Classements finals

### Classement général final
| \| Classement général \| Classement général \| Classement général \| Classement général \| Classement général \| \| Coureur \| Coureur \| Pays \| Équipe \| Temps \| \| ------------------ \| ------------------ \| ------------------ \| -------------------------------- \| ------------------ \| \| 1er \| Jonathan Caicedo \| Équateur \| Medellín \| 49 h 59 min 48 s \| \| 2e \| Juan Pablo Suárez \| Colombie \| EPM \| + 41 s \| \| 3e \| Óscar Sevilla \| Espagne \| Medellín \| + 59 s \| \| 4e \| Alex Cano \| Colombie \| Coldeportes-Zenú \| + 2 min 34 s \| \| 5e \| Sergio Higuita \| Colombie \| Manzana Postobón \| + 2 min 54 s \| \| 6e \| Fabio Duarte \| Colombie \| Manzana Postobón \| + 3 min 28 s \| \| 7e \| Sebastián Caro \| Colombie \| Deprisa \| + 5 min 14 s \| \| 8e \| Walter Pedraza \| Colombie \| GW Shimano \| + 5 min 16 s \| \| 9e \| Didier Chaparro \| Colombie \| Supergiros \| + 5 min 39 s \| \| 10e \| Brayan Hernández \| Colombie \| Bicicletas Strongman Coldeportes \| + 7 min 53 s \| |                   |          |                                  |                  |
| |                   |          |                                  |                  |
| |                   |          |                                  |                  |
| Classement général |                   |          |                                  |                  |
| Coureur | Coureur           | Pays     | Équipe                           | Temps            |
| 1er | Jonathan Caicedo  | Équateur | Medellín                         | 49 h 59 min 48 s |
| 2e | Juan Pablo Suárez | Colombie | EPM                              | + 41 s           |
| 3e | Óscar Sevilla     | Espagne  | Medellín                         | + 59 s           |
| 4e | Alex Cano         | Colombie | Coldeportes-Zenú                 | + 2 min 34 s     |
| 5e | Sergio Higuita    | Colombie | Manzana Postobón                 | + 2 min 54 s     |
| 6e | Fabio Duarte      | Colombie | Manzana Postobón                 | + 3 min 28 s     |
| 7e | Sebastián Caro    | Colombie | Deprisa                          | + 5 min 14 s     |
| 8e | Walter Pedraza    | Colombie | GW Shimano                       | + 5 min 16 s     |
| 9e | Didier Chaparro   | Colombie | Supergiros                       | + 5 min 39 s     |
| 10e | Brayan Hernández  | Colombie | Bicicletas Strongman Coldeportes | + 7 min 53 s     |

### Classements annexes
| Classement de la montagne | Classement de la montagne | Classement de la montagne | Classement de la montagne        | Classement de la montagne |
| Coureur                   | Coureur                   | Pays                      | Équipe                           | Points                    |
| ------------------------- | ------------------------- | ------------------------- | -------------------------------- | ------------------------- |
| 1er                       | Brayan Hernández          | Colombie                  | Bicicletas Strongman Coldeportes | 39 pts                    |
| 2e                        | Walter Pedraza            | Colombie                  | GW Shimano                       | 32 pts                    |
| 3e                        | Jonathan Caicedo          | Équateur                  | Medellín                         | 29 pts                    |
| 4e                        | Juan Pablo Suárez         | Colombie                  | EPM                              | 24 pts                    |
| 5e                        | Stiber Ortiz              | Colombie                  | Aguardiente Antioqueño           | 23 pts                    |
| 6e                        | Sebastián Caro            | Colombie                  | Deprisa                          | 20 pts                    |
| 7e                        | Carlos Julián Quintero    | Colombie                  | Aguardiente Antioqueño           | 17 pts                    |
| 8e                        | Juan Diego Alba           | Colombie                  | Coldeportes-Zenú                 | 16 pts                    |
| 9e                        | Sergio Higuita            | Colombie                  | Manzana Postobón                 | 14 pts                    |
| 10e                       | Yerson Sánchez            | Colombie                  | BetPlay Cycling Team             | 10 pts                    |

| Classement de la montagne | Classement de la montagne | Classement de la montagne | Classement de la montagne        | Classement de la montagne |
| Coureur                   | Coureur                   | Pays                      | Équipe                           | Points                    |
| ------------------------- | ------------------------- | ------------------------- | -------------------------------- | ------------------------- |
| 1er                       | Brayan Hernández          | Colombie                  | Bicicletas Strongman Coldeportes | 39 pts                    |
| 2e                        | Walter Pedraza            | Colombie                  | GW Shimano                       | 32 pts                    |
| 3e                        | Jonathan Caicedo          | Équateur                  | Medellín                         | 29 pts                    |
| 4e                        | Juan Pablo Suárez         | Colombie                  | EPM                              | 24 pts                    |
| 5e                        | Stiber Ortiz              | Colombie                  | Aguardiente Antioqueño           | 23 pts                    |
| 6e                        | Sebastián Caro            | Colombie                  | Deprisa                          | 20 pts                    |
| 7e                        | Carlos Julián Quintero    | Colombie                  | Aguardiente Antioqueño           | 17 pts                    |
| 8e                        | Juan Diego Alba           | Colombie                  | Coldeportes-Zenú                 | 16 pts                    |
| 9e                        | Sergio Higuita            | Colombie                  | Manzana Postobón                 | 14 pts                    |
| 10e                       | Yerson Sánchez            | Colombie                  | BetPlay Cycling Team             | 10 pts                    |

| Classement par équipes | Classement par équipes           | Classement par équipes | Classement par équipes |
| Équipe                 | Équipe                           | Pays                   | Temps                  |
| ---------------------- | -------------------------------- | ---------------------- | ---------------------- |
| 1re                    | Medellín                         | Colombie               | 149 h 30 min 47 s      |
| 2e                     | EPM                              | Colombie               | + 11 s                 |
| 3e                     | Manzana Postobón                 | Colombie               | + 5 min 23 s           |
| 4e                     | Coldeportes-Zenú                 | Colombie               | + 18 min 01 s          |
| 5e                     | Deprisa                          | Colombie               | + 30 min 02 s          |
| 6e                     | Bicicletas Strongman Coldeportes | Colombie               | + 40 min 43 s          |
| 7e                     | GW Shimano                       | Colombie               | + 59 min 37 s          |
| 8e                     | Aguardiente Antioqueño           | Colombie               | + 1 h 24 min 12 s      |
| 9e                     | Boyacá es Para Vivirla           | Colombie               | + 1 h 51 min 54 s      |
| 10e                    | Supergiros                       | Colombie               | + 2 h 43 min 47 s      |

| Classement par équipes | Classement par équipes           | Classement par équipes | Classement par équipes |
| Équipe                 | Équipe                           | Pays                   | Temps                  |
| ---------------------- | -------------------------------- | ---------------------- | ---------------------- |
| 1re                    | Medellín                         | Colombie               | 149 h 30 min 47 s      |
| 2e                     | EPM                              | Colombie               | + 11 s                 |
| 3e                     | Manzana Postobón                 | Colombie               | + 5 min 23 s           |
| 4e                     | Coldeportes-Zenú                 | Colombie               | + 18 min 01 s          |
| 5e                     | Deprisa                          | Colombie               | + 30 min 02 s          |
| 6e                     | Bicicletas Strongman Coldeportes | Colombie               | + 40 min 43 s          |
| 7e                     | GW Shimano                       | Colombie               | + 59 min 37 s          |
| 8e                     | Aguardiente Antioqueño           | Colombie               | + 1 h 24 min 12 s      |
| 9e                     | Boyacá es Para Vivirla           | Colombie               | + 1 h 51 min 54 s      |
| 10e                    | Supergiros                       | Colombie               | + 2 h 43 min 47 s      |

| Classement des sprints | Classement des sprints | Classement des sprints | Classement des sprints           | Classement des sprints |
| Coureur                | Coureur                | Pays                   | Équipe                           | Points                 |
| ---------------------- | ---------------------- | ---------------------- | -------------------------------- | ---------------------- |
| 1er                    | Carlos Julián Quintero | Colombie               | Aguardiente Antioqueño           | 31 pts                 |
| 2e                     | Javier Gómez           | Colombie               | Boyacá es Para Vivirla           | 18 pts                 |
| 3e                     | Dalivier Ospina        | Colombie               | Coldeportes-Zenú                 | 16 pts                 |
| 4e                     | Wilmar Castro          | Colombie               | Bicicletas Strongman Coldeportes | 9 pts                  |
| 5e                     | Cristhian Talero       | Colombie               | GW Shimano                       | 8 pts                  |
| 6e                     | Óscar Quiroz           | Colombie               | Bicicletas Strongman Coldeportes | 7 pts                  |
| 7e                     | Cristhian Montoya      | Colombie               | Medellín                         | 7 pts                  |
| 8e                     | Edwin Carvajal         | Colombie               | EPM                              | 6 pts                  |
| 9e                     | Johan Colón            | Colombie               | Coldeportes-Zenú                 | 6 pts                  |
| 10e                    | Juan Diego Alba        | Colombie               | Coldeportes-Zenú                 | 6 pts                  |

| Classement des sprints | Classement des sprints | Classement des sprints | Classement des sprints           | Classement des sprints |
| Coureur                | Coureur                | Pays                   | Équipe                           | Points                 |
| ---------------------- | ---------------------- | ---------------------- | -------------------------------- | ---------------------- |
| 1er                    | Carlos Julián Quintero | Colombie               | Aguardiente Antioqueño           | 31 pts                 |
| 2e                     | Javier Gómez           | Colombie               | Boyacá es Para Vivirla           | 18 pts                 |
| 3e                     | Dalivier Ospina        | Colombie               | Coldeportes-Zenú                 | 16 pts                 |
| 4e                     | Wilmar Castro          | Colombie               | Bicicletas Strongman Coldeportes | 9 pts                  |
| 5e                     | Cristhian Talero       | Colombie               | GW Shimano                       | 8 pts                  |
| 6e                     | Óscar Quiroz           | Colombie               | Bicicletas Strongman Coldeportes | 7 pts                  |
| 7e                     | Cristhian Montoya      | Colombie               | Medellín                         | 7 pts                  |
| 8e                     | Edwin Carvajal         | Colombie               | EPM                              | 6 pts                  |
| 9e                     | Johan Colón            | Colombie               | Coldeportes-Zenú                 | 6 pts                  |
| 10e                    | Juan Diego Alba        | Colombie               | Coldeportes-Zenú                 | 6 pts                  |

| Classement du meilleur jeune | Classement du meilleur jeune | Classement du meilleur jeune | Classement du meilleur jeune     | Classement du meilleur jeune |
| Coureur                      | Coureur                      | Pays                         | Équipe                           | Temps                        |
| ---------------------------- | ---------------------------- | ---------------------------- | -------------------------------- | ---------------------------- |
| 1er                          | Sergio Higuita               | Colombie                     | Manzana Postobón                 | 50 h 02 min 42 s             |
| 2e                           | Brayan Hernández             | Colombie                     | Bicicletas Strongman Coldeportes | + 4 min 59 s                 |
| 3e                           | Jhojan García                | Colombie                     | Manzana Postobón                 | + 14 min 57 s                |
| 4e                           | Juan Diego Alba              | Colombie                     | Coldeportes-Zenú                 | + 17 min 15 s                |
| 5e                           | Wilmar Paredes               | Colombie                     | Manzana Postobón                 | + 51 min 17 s                |
| 6e                           | Robinson Ortega              | Colombie                     | Boyacá es Para Vivirla           | + 56 min 41 s                |
| 7e                           | Camilo Castro                | Colombie                     | AV Villas                        | + 1 h 18 min 05 s            |
| 8e                           | Santiago Buitrago            | Colombie                     | AV Villas                        | + 1 h 27 min 06 s            |
| 9e                           | Rafael Hernández             | Colombie                     | Aguardiente Néctar 4WD IMRD Chía | + 1 h 37 min 52 s            |
| 10e                          | Jhonatan Cañaveral           | Colombie                     | Bicicletas Strongman Coldeportes | + 1 h 56 min 42 s            |

| Classement du meilleur jeune | Classement du meilleur jeune | Classement du meilleur jeune | Classement du meilleur jeune     | Classement du meilleur jeune |
| Coureur                      | Coureur                      | Pays                         | Équipe                           | Temps                        |
| ---------------------------- | ---------------------------- | ---------------------------- | -------------------------------- | ---------------------------- |
| 1er                          | Sergio Higuita               | Colombie                     | Manzana Postobón                 | 50 h 02 min 42 s             |
| 2e                           | Brayan Hernández             | Colombie                     | Bicicletas Strongman Coldeportes | + 4 min 59 s                 |
| 3e                           | Jhojan García                | Colombie                     | Manzana Postobón                 | + 14 min 57 s                |
| 4e                           | Juan Diego Alba              | Colombie                     | Coldeportes-Zenú                 | + 17 min 15 s                |
| 5e                           | Wilmar Paredes               | Colombie                     | Manzana Postobón                 | + 51 min 17 s                |
| 6e                           | Robinson Ortega              | Colombie                     | Boyacá es Para Vivirla           | + 56 min 41 s                |
| 7e                           | Camilo Castro                | Colombie                     | AV Villas                        | + 1 h 18 min 05 s            |
| 8e                           | Santiago Buitrago            | Colombie                     | AV Villas                        | + 1 h 27 min 06 s            |
| 9e                           | Rafael Hernández             | Colombie                     | Aguardiente Néctar 4WD IMRD Chía | + 1 h 37 min 52 s            |
| 10e                          | Jhonatan Cañaveral           | Colombie                     | Bicicletas Strongman Coldeportes | + 1 h 56 min 42 s            |

#### Classement par points
| Classement par points | Classement par points  | Classement par points | Classement par points  | Classement par points |
| Coureur               | Coureur                | Pays                  | Équipe                 | Points                |
| --------------------- | ---------------------- | --------------------- | ---------------------- | --------------------- |
| 1er                   | Juan Pablo Suárez      | Colombie              | EPM                    | 93 pts                |
| 2e                    | Óscar Sevilla          | Espagne               | Medellín               | 62 pts                |
| 3e                    | Jonathan Caicedo       | Équateur              | Medellín               | 54 pts                |
| 4e                    | Sebastián Molano       | Colombie              | Manzana Postobón       | 51 pts                |
| 5e                    | Carlos Julián Quintero | Colombie              | Aguardiente Antioqueño | 50 pts                |
| 6e                    | Diego Ochoa            | Colombie              | EPM                    | 47 pts                |
| 7e                    | Sergio Higuita         | Colombie              | Manzana Postobón       | 46 pts                |
| 8e                    | Cristhian Talero       | Colombie              | GW Shimano             | 40 pts                |
| 9e                    | Johan Colón            | Colombie              | Coldeportes-Zenú       | 38 pts                |
| 10e                   | Alex Cano              | Colombie              | Coldeportes-Zenú       | 36 pts                |

## Évolution des classements
| Étapes             | Vainqueur              | Classement général | Classement du meilleur jeune | Classement de la montagne | Classement par points | Classement des sprints spéciaux | Classement du meilleur néophyte | Classement par équipes                      |
| ------------------ | ---------------------- | ------------------ | ---------------------------- | ------------------------- | --------------------- | ------------------------------- | ------------------------------- | ------------------------------------------- |
| Prologue           | Rodrigo Contreras      | Rodrigo Contreras  | Jhojan García                | Juan Pablo Suárez         | Rodrigo Contreras     | José Tito Hernández             | Jhojan García                   | EPM - Scott                                 |
| 1re étape          | Sebastián Molano       | Rodrigo Contreras  | Jhojan García                | Juan Pablo Suárez         | Sebastián Molano      | Dalivier Ospina                 | Jhojan García                   | Bicicletas Strongman - Colombia Coldeportes |
| 2e étape           | Diego Ochoa            | Rodrigo Contreras  | Jhojan García                | Juan Pablo Suárez         | Diego Ochoa           | Dalivier Ospina                 | Jhojan García                   | Bicicletas Strongman - Colombia Coldeportes |
| 3e étape           | Sergio Higuita         | Juan Pablo Suárez  | Sergio Higuita               | Sergio Higuita            | Juan Pablo Suárez     | Dalivier Ospina                 | Jhojan García                   | EPM - Scott                                 |
| 4e étape           | Walter Pedraza         | Jonathan Caicedo   | Sergio Higuita               | Jonathan Caicedo          | Juan Pablo Suárez     | Dalivier Ospina                 | Brayan Hernández                | Team Medellín                               |
| 5e étape           | Juan Pablo Suárez      | Jonathan Caicedo   | Sergio Higuita               | Jonathan Caicedo          | Juan Pablo Suárez     | Dalivier Ospina                 | Brayan Hernández                | Team Medellín                               |
| 6e étape           | Carlos Julián Quintero | Jonathan Caicedo   | Sergio Higuita               | Stiber Ortiz              | Juan Pablo Suárez     | Carlos Julián Quintero          | Brayan Hernández                | Team Medellín                               |
| 7e étape           | Rodrigo Contreras      | Jonathan Caicedo   | Sergio Higuita               | Stiber Ortiz              | Juan Pablo Suárez     | Carlos Julián Quintero          | Brayan Hernández                | Team Medellín                               |
| 8e étape           | Frank Osorio           | Jonathan Caicedo   | Sergio Higuita               | Walter Pedraza            | Juan Pablo Suárez     | Carlos Julián Quintero          | Brayan Hernández                | Team Medellín                               |
| 9e étape           | Freddy Montaña         | Jonathan Caicedo   | Sergio Higuita               | Jonathan Caicedo          | Juan Pablo Suárez     | Carlos Julián Quintero          | Brayan Hernández                | Team Medellín                               |
| 10e étape          | Sebastián Molano       | Jonathan Caicedo   | Sergio Higuita               | Freddy Montaña            | Juan Pablo Suárez     | Carlos Julián Quintero          | Brayan Hernández                | Team Medellín                               |
| 11e étape          | José Serpa             | Jonathan Caicedo   | Sergio Higuita               | Freddy Montaña            | Juan Pablo Suárez     | Carlos Julián Quintero          | Brayan Hernández                | Team Medellín                               |
| 12e étape          | Salvador Moreno        | Jonathan Caicedo   | Sergio Higuita               | Brayan Hernández          | Juan Pablo Suárez     | Carlos Julián Quintero          | Brayan Hernández                | Team Medellín                               |
| 13e étape          | Sebastián Molano       | Jonathan Caicedo   | Sergio Higuita               | Brayan Hernández          | Juan Pablo Suárez     | Carlos Julián Quintero          | Brayan Hernández                | Team Medellín                               |
| Classements finals | Classements finals     | Jonathan Caicedo   | Sergio Higuita               | Brayan Hernández          | Juan Pablo Suárez     | Carlos Julián Quintero          | Brayan Hernández                | Team Medellín                               |

## Liste des participants
- Liste de départ complète

| Légende                                | Légende                                                                                                  | Légende                         | Légende |
| -------------------------------------- | --- | ------------------------------- | --- |
| Num                                    | Dossard de départ porté par le coureur sur ce Tour de Colombie                                           | Pos                             | Position finale au classement général                                                                                       |
| Leader du classement général           | Indique le vainqueur du classement général                                                               | Leader du classement par points | Indique le vainqueur du classement par points                                                                               |
|                                        | Indique le vainqueur du classement de la montagne                                                        |                                 | Indique le vainqueur du classement des sprints spéciaux                                                                     |
| Leader du classement du meilleur jeune | Indique le vainqueur du classement des moins de 23 ans                                                   |                                 | Indique le vainqueur du classement des néophytes                                                                            |
| *                                      | Indique un coureur en lice pour le maillot blanc (coureurs nés après le 1er janvier 1996)                | **                              | Indique un coureur en lice pour le classement du meilleur néophyte (coureurs n'ayant jamais participé au Tour de Colombie). |
| #                                      | Indique la meilleure équipe                                                                              |                                 | |
| NP                                     | Indique un coureur qui n'a pas pris le départ d'une étape, suivi du numéro de l'étape où il s'est retiré | AB                              | Indique un coureur contraint à l'abandon, suivi du numéro de l'étape où il s'est retiré                                     |
| HD                                     | Indique un coureur qui a terminé une étape hors des délais, suivi du numéro de l'étape                   | EX                              | Indique un coureur exclu pour non-respect du règlement, suivi du numéro de l'étape où il s'est fait exclure                 |

| Bicicletas Strongman - Colombia Coldeportes | Bicicletas Strongman - Colombia Coldeportes | Bicicletas Strongman - Colombia Coldeportes |
| ------------------------------------------- | ------------------------------------------- | ------------------------------------------- |
| Num                                         | Coureur                                     | Pos                                         |
| 1                                           | Aristobulo Cala Colombie                    | AB-12                                       |
| 2                                           | Óscar Quiroz Colombie                       | 53e                                         |
| 3                                           | Diego Cano Colombie                         | 19e                                         |
| 4                                           | Jonathan Millán Colombie                    | 75e                                         |
| 5                                           | Wldy Sandoval Colombie                      | AB-4                                        |
| 6                                           | Jhonatan Cañaveral Colombie**               | 69e                                         |
| 7                                           | Frank Osorio Colombie                       | 24e                                         |
| 8                                           | Javier González Colombie                    | 64e                                         |
| 9                                           | Brayan Hernández Colombie**                 | 10e                                         |
| Directeur sportif : Luis Alfonso Cely       |                                             |                                             |

| Coldeportes - Zenú - Sello Rojo    | Coldeportes - Zenú - Sello Rojo | Coldeportes - Zenú - Sello Rojo |
| ---------------------------------- | ------------------------------- | ------------------------------- |
| Num                                | Coureur                         | Pos                             |
| 11                                 | Alexis Camacho Colombie         | 29e                             |
| 12                                 | Alex Cano Colombie              | 4e                              |
| 13                                 | Luis Felipe Laverde Colombie    | 14e                             |
| 14                                 | Miguel Ángel Rubiano Colombie   | AB-9                            |
| 15                                 | Germán Chaves Colombie          | NP-8                            |
| 16                                 | Dalivier Ospina Colombie        | 67e                             |
| 17                                 | Johan Colón Colombie            | 82e                             |
| 18                                 | John Martínez Colombie          | 62e                             |
| 19                                 | Juan Diego Alba Colombie*       | 18e                             |
| Directeur sportif : Jorge Arbeláez |                                 |                                 |

| Aguardiente Antioqueño - Indeportes Antioquia - IDEA - Lotería de Medellín | Aguardiente Antioqueño - Indeportes Antioquia - IDEA - Lotería de Medellín | Aguardiente Antioqueño - Indeportes Antioquia - IDEA - Lotería de Medellín |
| -------------------------------------------------------------------------- | -------------------------------------------------------------------------- | -------------------------------------------------------------------------- |
| Num                                                                        | Coureur                                                                    | Pos                                                                        |
| 21                                                                         | Danny Osorio Colombie                                                      | 12e                                                                        |
| 22                                                                         | Arley Montoya Colombie                                                     | 48e                                                                        |
| 23                                                                         | Stiber Ortiz Colombie                                                      | 89e                                                                        |
| 24                                                                         | Jaime Castañeda Colombie                                                   | 108e                                                                       |
| 25                                                                         | Edison Muñoz Colombie                                                      | AB-13                                                                      |
| 26                                                                         | Edison Osorio Colombie                                                     | AB-3                                                                       |
| 27                                                                         | Rafael Montiel Colombie                                                    | 52e                                                                        |
| 28                                                                         | José Tito Hernández Colombie                                               | NP-10                                                                      |
| 29                                                                         | Carlos Julián Quintero Colombie                                            | 37e                                                                        |
| Directeur sportif : Héctor Castaño                                         |                                                                            |                                                                            |

| Deprisa - HyF Ropa Deportiva - 4WD Rent a Car | Deprisa - HyF Ropa Deportiva - 4WD Rent a Car | Deprisa - HyF Ropa Deportiva - 4WD Rent a Car |
| --------------------------------------------- | --------------------------------------------- | --------------------------------------------- |
| Num                                           | Coureur                                       | Pos                                           |
| 31                                            | Sebastián Caro Colombie                       | 7e                                            |
| 32                                            | Remberto Jaramillo Colombie                   | 16e                                           |
| 33                                            | Steven Cuesta Colombie                        | 95e                                           |
| 34                                            | Álvaro Gómez Colombie                         | 68e                                           |
| 35                                            | George Tibaquirá Colombie                     | 17e                                           |
| 36                                            | Albeiro Rabón Colombie                        | 44e                                           |
| 37                                            | Álvaro Duarte Colombie                        | NP-1                                          |
| 38                                            | Didier Sastoque Colombie                      | 99e                                           |
| Directeur sportif : Andrés Miguel Díaz        |                                               |                                               |

| EPM - Scott                   | EPM - Scott                   | EPM - Scott |
| ----------------------------- | ----------------------------- | ----------- |
| Num                           | Coureur                       | Pos         |
| 41                            | Juan Pablo Suárez Colombie    | 2e          |
| 42                            | Rodrigo Contreras Colombie    | 26e         |
| 43                            | Freddy Montaña Colombie       | AB-13       |
| 44                            | Diego Ochoa Colombie          | 49e         |
| 45                            | Alexander Gil Colombie        | 51e         |
| 46                            | Edwin Carvajal Colombie       | 34e         |
| 47                            | Edward Beltrán Colombie       | 11e         |
| 48                            | Luis Miguel Martínez Colombie | 50e         |
| 49                            | Nicolás Castro Colombie       | 61e         |
| Directeur sportif : Raúl Mesa |                               |             |

| Team Medellín #                           | Team Medellín #                | Team Medellín # |
| ----------------------------------------- | ------------------------------ | --------------- |
| Num                                       | Coureur                        | Pos             |
| 51                                        | Óscar Sevilla Colombie Espagne | 3e              |
| 52                                        | Weimar Roldán Colombie         | 113e            |
| 53                                        | Robinson Chalapud Colombie     | 20e             |
| 54                                        | Róbigzon Oyola Colombie        | 86e             |
| 55                                        | Nicolás Paredes Colombie       | 41e             |
| 56                                        | Omar Mendoza Colombie          | 25e             |
| 57                                        | Jonathan Caicedo Équateur      | 1er             |
| 58                                        | Cristhian Montoya Colombie     | 13e             |
| 59                                        | Walter Vargas Colombie         | 98e             |
| Directeur sportif : José Julián Velásquez |                                |                 |

| GW Shimano - Chaoyang - Envía - PX   | GW Shimano - Chaoyang - Envía - PX | GW Shimano - Chaoyang - Envía - PX |
| ------------------------------------ | ---------------------------------- | ---------------------------------- |
| Num                                  | Coureur                            | Pos                                |
| 61                                   | José Serpa Colombie                | 32e                                |
| 62                                   | Walter Pedraza Colombie            | 8e                                 |
| 63                                   | Heiner Parra Colombie              | 22e                                |
| 64                                   | Juan Pablo Rendón Colombie         | 55e                                |
| 65                                   | Wilson Cardona Colombie            | 45e                                |
| 66                                   | Sergio Martínez Colombie           | 104e                               |
| 67                                   | Cristhian Talero Colombie          | 101e                               |
| 68                                   | Carlos Mario Ramírez Colombie      | AB-12                              |
| 69                                   | Jhonathan Ospina Colombie          | EX-9                               |
| Directeur sportif : Víctor Hugo Peña |                                    |                                    |

| Team Super Giros                           | Team Super Giros           | Team Super Giros |
| ------------------------------------------ | -------------------------- | ---------------- |
| Num                                        | Coureur                    | Pos              |
| 71                                         | Didier Chaparro Colombie   | 9e               |
| 72                                         | Salvador Moreno Colombie   | 33e              |
| 73                                         | Brayan Ramírez Colombie    | AB-3             |
| 74                                         | Roberto González Panama    | 77e              |
| 75                                         | Daniel Otalvaro Colombie** | HD-4             |
| 76                                         | Leison Maca Colombie**     | 85e              |
| 77                                         | Carlos Samudio Panama**    | AB-6             |
| 78                                         | Raúl Narváez Colombie*     | 117e             |
| Directeur sportif : Luis Fernando Otalvaro |                            |                  |

| EBSA Empresa de Energía de Boyacá       | EBSA Empresa de Energía de Boyacá | EBSA Empresa de Energía de Boyacá |
| --------------------------------------- | --------------------------------- | --------------------------------- |
| Num                                     | Coureur                           | Pos                               |
| 81                                      | Carlos Becerra Colombie           | AB-8                              |
| 82                                      | Wilson Marentes Colombie          | 40e                               |
| 83                                      | Pedro Herrera Colombie            | 65e                               |
| 84                                      | Pedro Nelson Torres Colombie      | 90e                               |
| 85                                      | Roller Diagama Colombie           | HD-4                              |
| 86                                      | Diego Quintero Colombie           | 38e                               |
| 87                                      | Andrés Guzmán Colombie*           | 71e                               |
| 88                                      | José de Jesús Jaimes Colombie     | AB-9                              |
| Directeur sportif : Rafael Antonio Niño |                                   |                                   |

| Boyacá es Para Vivirla                | Boyacá es Para Vivirla       | Boyacá es Para Vivirla |
| ------------------------------------- | ---------------------------- | ---------------------- |
| Num                                   | Coureur                      | Pos                    |
| 91                                    | Cayetano Sarmiento Colombie  | 43e                    |
| 92                                    | Óscar Rivera Colombie        | 23e                    |
| 93                                    | Yeison Chaparro Colombie     | AB-12                  |
| 94                                    | Marco Tulio Suesca Colombie  | 93e                    |
| 95                                    | Robinson Ortega Colombie     | 35e                    |
| 96                                    | Carlos Andrés Parra Colombie | 36e                    |
| 97                                    | Javier Gómez Colombie        | 87e                    |
| 98                                    | Diego Mancipe Colombie       | 84e                    |
| 99                                    | Eduardo Jiménez Colombie     | 63e                    |
| Directeur sportif : Oliverio Cárdenas |                              |                        |

| Tolima es Pasión                   | Tolima es Pasión          | Tolima es Pasión |
| ---------------------------------- | ------------------------- | ---------------- |
| Num                                | Coureur                   | Pos              |
| 101                                | Jefferson Urrego Colombie | 74e              |
| 102                                | Jefferson Vargas Colombie | 39e              |
| 103                                | Jordan Tabares Colombie** | AB-9             |
| 104                                | Camilo Basante Colombie** | 76e              |
| 105                                | Edgar Tique Colombie**    | 110e             |
| 106                                | Edwar Antonio Colombie**  | AB-3             |
| 107                                | Cristian Tobar Colombie*  | NP-1             |
| 108                                | Mauro Rojas Colombie      | 118e             |
| Directeur sportif : Nazario Arango |                           |                  |

| Sogamoso Incluyente - Mundial de Tornillos | Sogamoso Incluyente - Mundial de Tornillos | Sogamoso Incluyente - Mundial de Tornillos |
| ------------------------------------------ | ------------------------------------------ | ------------------------------------------ |
| Num                                        | Coureur                                    | Pos                                        |
| 111                                        | Wilmer Rodríguez Colombie                  | 66e                                        |
| 112                                        | Diego Soraca Colombie                      | 31e                                        |
| 113                                        | Brayan Benavides Colombie                  | 72e                                        |
| 114                                        | Jhon Soraca Colombie                       | AB-13                                      |
| 115                                        | Iván Romero Colombie*                      | HD-4                                       |
| 116                                        | Adrian Rodríguez Colombie**                | 72e                                        |
| 117                                        | Miguel Mogollón Colombie**                 | 88e                                        |
| 118                                        | Edwin Barrera Colombie**                   | 73e                                        |
| 119                                        | Luis Alfredo López Colombie**              | AB-12                                      |
| Directeur sportif : Rafael Acevedo         |                                            |                                            |

| Manzana Postobón                              | Manzana Postobón            | Manzana Postobón |
| --------------------------------------------- | --------------------------- | ---------------- |
| Num                                           | Coureur                     | Pos              |
| 121                                           | Sebastián Molano Colombie   | 94e              |
| 122                                           | Fabio Duarte Colombie       | 6e               |
| 123                                           | Aldemar Reyes Colombie      | 27e              |
| 124                                           | Bernardo Suaza Colombie     | 21e              |
| 125                                           | Jordan Parra Colombie       | 105e             |
| 126                                           | Juan Felipe Osorio Colombie | 79e              |
| 127                                           | Wilmar Paredes Colombie*    | 28e              |
| 128                                           | Sergio Higuita Colombie*    | 5e               |
| 129                                           | Jhojan García Colombie**    | 15e              |
| Directeur sportif : Luis Fernando Saldarriaga |                             |                  |

| Fuerzas Armadas                         | Fuerzas Armadas           | Fuerzas Armadas |
| --------------------------------------- | ------------------------- | --------------- |
| Num                                     | Coureur                   | Pos             |
| 131                                     | Peter Martínez Colombie   | AB-4            |
| 132                                     | Miguel Mendoza Colombie   | 119e            |
| 133                                     | Jhon Fredy Ávila Colombie | 97e             |
| 134                                     | Manuel Díaz Colombie**    | AB-4            |
| 135                                     | Diego Alfonso Colombie**  | 81e             |
| 136                                     | Freddy Varela Colombie    | AB-6            |
| 137                                     | William Sierra Colombie** | NP-1            |
| 138                                     | Yessid Rincón Colombie    | 112e            |
| 139                                     | Carlos Cifuentes Colombie | 106e            |
| Directeur sportif : José Jaime González |                           |                 |

| Team Illuminate                         | Team Illuminate               | Team Illuminate |
| --------------------------------------- | ----------------------------- | --------------- |
| Num                                     | Coureur                       | Pos             |
| 141                                     | Christopher Horner États-Unis | 103e            |
| 142                                     | Simon Pellaud Suisse          | AB-8            |
| 143                                     | Félix Barón Colombie          | 47e             |
| 144                                     | Camilo Castiblanco Colombie   | 59e             |
| 145                                     | Martin Laas Estonie           | NP-1            |
| 146                                     | Cameron Piper États-Unis      | NP-1            |
| 147                                     | Nate King États-Unis          | NP-1            |
| 148                                     | Jackson Duncan États-Unis     | HD-4            |
| 149                                     | Aria Kiani États-Unis         | 109e            |
| Directeur sportif : Christopher Johnson |                               |                 |

| Fundación Depormundo - Smartex - Aroma y Tanga | Fundación Depormundo - Smartex - Aroma y Tanga | Fundación Depormundo - Smartex - Aroma y Tanga |
| ---------------------------------------------- | ---------------------------------------------- | ---------------------------------------------- |
| Num                                            | Coureur                                        | Pos                                            |
| 151                                            | Javier Jamaica Colombie*                       | 115e                                           |
| 152                                            | Iván Quesada Colombie**                        | 120e                                           |
| 153                                            | Camilo Torres Colombie**                       | HD-4                                           |
| 154                                            | Roger Rico Colombie                            | AB-4                                           |
| 155                                            | Jhon Pastas Colombie**                         | AB-12                                          |
| 156                                            | Cristian Torres Colombie                       | 121e                                           |
| 157                                            | Johnatan Sarmiento Colombie                    | 42e                                            |
| 158                                            | Manuel Jiménez Colombie                        | HD-4                                           |
| 159                                            | Jerson Urbano Colombie                         | 83e                                            |
| Directeur sportif : Marco Tulio Bustamante     |                                                |                                                |

| Aguardiente Néctar - IMRD Chía - 4WD Rent a Car | Aguardiente Néctar - IMRD Chía - 4WD Rent a Car | Aguardiente Néctar - IMRD Chía - 4WD Rent a Car |
| ----------------------------------------------- | ----------------------------------------------- | ----------------------------------------------- |
| Num                                             | Coureur                                         | Pos                                             |
| 161                                             | Óscar Pachón Colombie                           | NP-1                                            |
| 162                                             | Wilmar Castro Colombie                          | 56e                                             |
| 163                                             | Rafael Hernández Colombie*                      | 60e                                             |
| 164                                             | Marcos Puin Colombie**                          | AB-8                                            |
| 165                                             | Luis Barajas Colombie*                          | NP-1                                            |
| 166                                             | Fabián Pabón Colombie**                         | AB-8                                            |
| 167                                             | Anderson Bejarano Colombie**                    | AB-8                                            |
| 168                                             | Julián Ospitia Colombie**                       | 97e                                             |
| Directeur sportif : Danilo Alvis                |                                                 |                                                 |

| Banco AV Villas                           | Banco AV Villas                    | Banco AV Villas |
| ----------------------------------------- | ---------------------------------- | --------------- |
| Num                                       | Coureur                            | Pos             |
| 171                                       | Camilo Castro Colombie**           | 46e             |
| 172                                       | Juan Esteban Guerrero Colombie**   | HD-4            |
| 173                                       | Carlos Chía Colombie*              | AB-8            |
| 174                                       | Santiago Buitrago Colombie**       | 54e             |
| 175                                       | Kevin Cano Colombie**              | AB-8            |
| 176                                       | Cristian Ruiz Colombie*            | AB-9            |
| 177                                       | Jhon Anderson Rodríguez Colombie** | AB-8            |
| Directeur sportif : Óscar de Jesús Vargas |                                    |                 |

| Soacha Juntos Formando Ciudad     | Soacha Juntos Formando Ciudad | Soacha Juntos Formando Ciudad |
| --------------------------------- | ----------------------------- | ----------------------------- |
| Num                               | Coureur                       | Pos                           |
| 181                               | Juan Pablo Gaitán Colombie**  | HD-10                         |
| 182                               | Fabián Cifuentes Colombie*    | 100e                          |
| 183                               | Michael Fandiño Colombie**    | AB-4                          |
| 184                               | Edinson Celis Colombie**      | AB-4                          |
| 185                               | Manuel Ausique Colombie**     | 114e                          |
| 186                               | Fabio Avendaño Colombie       | 92e                           |
| 187                               | Wilmer Cucaita Colombie**     | AB-4                          |
| 188                               | Johan Tinjaca Colombie**      | HD-10                         |
| Directeur sportif : Camilo Torres |                               |                               |

| BetPlay                           | BetPlay                   | BetPlay |
| --------------------------------- | ------------------------- | ------- |
| Num                               | Coureur                   | Pos     |
| 191                               | Norberto Wilches Colombie | 80e     |
| 192                               | Carlos Urán Colombie      | HD-4    |
| 193                               | Mateo Uribe Colombie**    | HD-4    |
| 194                               | Diego Ruiz Colombie       | 91e     |
| 195                               | Brayan Báez Colombie      | AB-12   |
| 196                               | Yerzon Sánchez Colombie   | 30e     |
| 197                               | Nicolás García Colombie*  | HD-4    |
| 198                               | Ferney Restrepo Colombie  | 116e    |
| 199                               | Camilo Amaya Colombie     | NP-1    |
| Directeur sportif : Pablo Wilches |                           |         |

| Sundark Arawak                  | Sundark Arawak                 | Sundark Arawak |
| ------------------------------- | ------------------------------ | -------------- |
| Num                             | Coureur                        | Pos            |
| 201                             | Edwin Parra Colombie           | 57e            |
| 202                             | Luis Alfredo Martínez Colombie | 58e            |
| 203                             | Yeison Rincón Colombie*        | 70e            |
| 204                             | Juan José Carrero Colombie*    | AB-12          |
| 205                             | José Bernal Colombie           | AB-9           |
| 206                             | Germán Sánchez Colombie**      | 107e           |
| 207                             | Juan Diego Guerrero Colombie** | 111e           |
| 208                             | Sebastián Reinosa Colombie     | 102e           |
| Directeur sportif : Luis Medina |                                |                |